# Trouble (gruppo musicale)
I Trouble sono un gruppo musicale doom metal statunitense fondato nel 1979.
Sono noti come pionieri del loro genere, insieme a band quali Candlemass e Saint Vitus. La band ha creato uno stile distinto assemblando le influenze di band heavy metal britanniche quali Black Sabbath e Judas Priest e il rock psichedelico degli anni settanta.
Il gruppo è acclamato dalla critica, e i loro primi due album (Psalm 9 e The Skull) sono citati come punti di riferimento del Doom metal; con gli album dei primi anni novanta usciti per la Def American i Trouble avrebbero imboccato una direzione orientata più sullo stoner metal. Dopo sei album in studio e tour negli Stati Uniti e in Europa, i Trouble si sciolgono nel 1996, per riformarsi sei anni più tardi e pubblicare il loro settimo album in studio per la Escapi Music.
Il nucleo originale della band sono stati il cantante Eric Wagner (sostituito più tardi da Kory Clarke), i chitarristi Rick Wartell e Bruce Franklin, e il batterista Jeff Olson. La band è nota anche per la natura spirituale dei loro primi testi; la loro prima etichetta discografica, la Metal Blade Records, la descriveva infatti come white metal (in contrasto con il nascente movimento black metal) degli anni ottanta.

## Storia

### Gli inizi e gli anni con la Metal Blade (1979-1988)
I Trouble si formarono nel 1979 grazie al cantante Eric Wagner, i chitarristi Bruce Frankin e Rick Wartell, il bassista Ian Brown (da non confondere con il cantante degli Stone Roses; sarà sostituito nel 1983 da Sean McAllister) e il batterista Jeff Olson. Traendo ispirazione dai Black Sabbath (con alcuni riferimenti al sound psichedelico di fine anni '60) la band è caratterizzata da riff cupi e testi spirituali, spesso apertamente ispirati alla Bibbia (fattore che portò la Metal Blade ad etichettarli come white metal, in contrapposizione al fenomeno del black metal). "Sono cresciuto come Cattolico" dice Eric Wagner nelle note contenute nel booklet della ristampa di Psalm 9, "ma bisogna ricordare che nei primi anni '80 tutto il Metal era satanico, e io non entrai in quell'atmosfera." Wagner sottintendeva che la Metal Blade aveva utilizzato per la prima volta questo termine, che la band rifiutò: "Penso che la Metal Blade volesse provare ad essere originale o qualcosa del genere, dato che tutto il Metal veniva definito Black Metal, perché non etichettarci come White Metal?"
La band andò in tour attraverso il Midwest nei primi anni '80 prima di firmare un contratto con la Metal Blade Records, e pubblicò l'omonimo debutto (più tardi conosciuto come Psalm 9) nel 1984. Il secondo album The Skull fu pubblicato nel 1985 e rifletteva i problemi legati all'abuso di sostanze stupefacenti di Eric Wagner, oltre che un certo stato di agitazione all'interno del gruppo. Questo ha portato all'abbandono del bassista Sean McAllister, che fu rimpiazzato da Ron Holzner. Anche il batterista Jeff Olson uscì dai Trouble, secondo alcune voci per diventare un prete, ma in realtà decise di perseguire gli studi alla Berklee School of Music di Boston., venendo sostituito da Dennis Lesh per l'album Run to the Light del 1987, giudicato deludente dalla critica. Ted Kirkpatrick suonò la batteria per il tour di Run to the Light prima di fondare nel 1989 un nuovo gruppo, i Tourniquet.

### Il successo e lo scioglimento (1989-2001)
Ci fu una pausa di tre anni prima che la band firmasse con la Def American per registrare (con la produzione di Rick Rubin) un secondo album omonimo nel 1990.
Il gruppo affrontò un tour di un anno prima di rientrare in studio per la realizzazione di Manic Frustration (1992), che esplorava la psichedelia Beatlesiana e conteneva alcune tra le performance più aggressive ed energiche del gruppo. Ma dopo che l'album non riuscì ad essere apprezzato da un maggior numero di fan, i Trouble furono licenziati dalla Def American, che stava attraversando un periodo di problemi finanziari.
Tramite la Music for Nations la band pubblicò nel 1995 Plastic Green Head, il cui impatto, nonostante il ritorno del primo batterista Jeff Olson, fu offuscato da quella che i Trouble ammisero in seguito essere "stanchezza". Eric Wagner lasciò la band subito dopo, formando i Lid.

### Reunion (2002-2007)
Dopo lo scioglimento dovuto all'abbandono di Eric Wagner, cominciarono a girare voci riguardanti una riunione. Il 26 gennaio del 2002, Wagner, Franklin, Wartell, Holzner e Olson si riunirono sul palco per un breve concerto a Chicago. Da quel momento i Trouble cominciarono a suonare concerti nell'area di Chicago e presenziarono come headliner a festival europei ed americani mentre lavoravano sul nuovo album. Un concerto a Stoccolma, in Svezia del 2005 fu filmato per il DVD Live In Stockholm.
Nel febbraio del 2004 Dave Grohl, dei Nirvana e dei Foo Fighters, pubblicò un album per tributare le sue influenze metal. Il disco,  intitolato Probot, includeva la partecipazione di diversi cantanti, tra cui Eric Wagner, che cantò sulla canzone My Tortured Soul. Nelle note dell'album, Grohl spiegò che comprare Psalm 9 per lui fu come comprare Sgt. Pepper's Lonely Hearts Club Band.
Poco dopo Holzner lasciò la band e venne sostituito da Chuck Robinson, con cui venne inciso Simple Mind Condition, pubblicato in Europa il 3 aprile del 2007. La band andò in tour per promuovere il nuovo album che fu pubblicato negli Stati Uniti solo due anni dopo. Nel frattempo un album acustico fu pubblicato prima tramite il sito della band, poi tramite Escapi Music.

### Un nuovo cantante e un nuovo album (2008-presente)
A maggio del 2008 Eric Wagner annunciò la sua dipartita dai Trouble, che lo sostituirono con Kory Clarke dei Warrior Soul. Anche Olsen lasciò il gruppo per dedicarsi ai suoi Retro Grave, venendo sostituito da Mark Lira dei Wet Animal.
In un'intervista risalente a settembre del 2008 il chitarrista Rick Wartell disse di aver scritto alcune canzoni per il prossimo album, che sarebbero state registrate dopo il tour. Quando gli fu chiesto lo stile delle nuove canzoni Wartell rispose: "La musica che io e Bruce [Franklin, chitarrista] stiamo scrivendo diventa sempre più pesante e vogliamo che Kory riesca ad integrare il suo stile con questo."
Il 18 novembre del 2008 i Trouble annunciarono tramite il loro sito web che il loro album era in fase compositiva e sarebbe stato pubblicato probabilmente nell'estate del 2009. Sempre tramite il loro sito nello stesso anno viene pubblicato un bootleg dal vivo con la nuova formazione, poi diffuso tramite Escapi Music un anno dopo. Il 4 marzo del 2009 fu rivelato il titolo provvisorio del nuovo album dei Trouble: The Dark Riff. Il 9 settembre del 2010 il gruppo annunciò di essere finalmente pronto per le fasi di registrazione.
Il disco uscì infine nel 2013 col titolo The Distortion Field e venne registrato col cantante Kyle Thomas. Lo stesso anno il bassista Rob Hultz, proveniente dai Solace, si unì alla band.

## Discografia

### Album in studio
- 1984 - Psalm 9 (inizialmente Trouble)
- 1985 - The Skull
- 1987 - Run to the Light
- 1990 - Trouble
- 1992 - Manic Frustration
- 1995 - Plastic Green Head
- 2007 - Simple Mind Condition
- 2008 - Unplugged
- 2013 - The Distortion Field

### Album dal vivo
- 2008 - Live in L.A.
- 2010 - Live Palatine 1989
- 2010 - Live Schaumburg 1993

## Videografia
- 2006 - Live in Stockholm

## Formazione

### Formazione attuale
- Kyle Thomas – voce (1997-2000, 2012-presente)
- Bruce Franklin - chitarra (1979-presente)
- Rick Wartell - chitarra (1979-presente)
- Rob Hultz - basso (2013-presente)
- Mark Lira - batteria (2008-presente)

### Ex componenti
- Eric Wagner - voce (1979-1995, 2002-2008)
- Kory Clarke - voce (2008-2012)
- Jeff Olson - batteria (1979-1985, 2002-2008)
- Dennis Lesh - batteria (1987)
- Ted Kirkpatrick - batteria (1987-1989)
- Barry Stern - batteria (1990)
- Ian Brown - basso (1979-1983)
- Sean McAllister - basso (1983-1985)
- Ron Holzner - basso (1985-2004)
- Chuck Robinson - basso (2004-2009)
- Shane Pasqualla - basso (2009-2013)